# فليزاردو أمبروسيو
فليزاردو أمبروسيو مواليد 25 ديسمبر 1987 في لواندا، هو لاعب كرة سلة أنغولي. يحمل الرقم 9. مثّل منتخب بلاده. شارك في دورة الألعاب الأولمبية الصيفية سنة 2008. حقق المركز الأول في بطولة أمم أفريقيا لكرة السلة 2007.

## الميداليات
| الميدالية | المسابقة                          |
| --------- | --------------------------------- |
| ذهبية     | بطولة أمم أفريقيا لكرة السلة 2007 |
| ذهبية     | بطولة أمم أفريقيا لكرة السلة 2009 |
| ذهبية     | بطولة أمم أفريقيا لكرة السلة 2011 |
| ذهبية     | بطولة أمم أفريقيا لكرة السلة 2013 |
| فضية      | بطولة أمم أفريقيا لكرة السلة 2015 |

## روابط خارجية
- فليزاردو أمبروسيو على موقع الاتحاد الدولي لكرة السلة (الإنجليزية)
- فليزاردو أمبروسيو على موقع كرة السلة الأوروبية.كوم (الإنجليزية)
- فليزاردو أمبروسيو على موقع ريلجم (الإنجليزية)
- فليزاردو أمبروسيو على موقع بروبوليرز (الإنجليزية)
- فليزاردو أمبروسيو على موقع سبورتس رفرنس (الإنجليزية)
- فليزاردو أمبروسيو على موقع أوليمبيديا (الإنجليزية)